# Ямницкий, Иван
Иван Ямницкий (хорв. Ivan Jamnický; 13 апреля 1868, Госпич — 6 декабря 1943, Загреб) — хорватский стенограф, преподаватель и автор учебников. Отец Велимира Ямницкого,  хорватского архитектора, урбаниста и преподавателя.

## Биография
Иван Ямницкий родился в 1868 году в семье преподавателя. Окончив начальную школу в родном для него Госпиче, он отправился сперва в Карловац, а затем в Загреб, где окончил гимназию и поступил на Философский факультет Загребского университета. Учёбу в вузе Ямницкий совмещал с получением дополнительного образования, а именно с изучением стенографии у словенского филолога и стенографа Михаэля Вамбергера, благодаря чему Ямницкому удалось устроиться на работу стенографом в Хорватский сабор. В 1890 году Ямницкий получил в Загребском университете диплом по специальности «История и география», после чего устроился на работу учителем истории и географии в Первую загребскую гимназию, а также учителем стенографии в Высшую школу торговли и транспорта (ныне Экономический факультет Загребского университета).
Преподавательскую деятельность Ямницкий совмещал с публикацией статей в журналах «Stenograf» и «Pobratim», а также с написанием целых книг по стенографии. После составления в 1898 году сборника «Samoznaci i pokrate hrvatske stenografije», описывавшего общие правила стенографии на хорватском языке, Ямницкий в соавторстве со своим братом Лео, опираясь на работы стенографов Франьо Магдича и Георга Габельсбергера, создал два учебника по стенографии: «Poslovno pismo» (1909) и «Govorno pismo» (1911), в переизданиях которых Ямницкий заложил основы для проведения реформ в хорватской стенографии.